# KSPO/Saison 2014
Dieser Artikel listet Erfolge und Fahrer des Radsportteams KSPO in der Saison 2014 auf.

## Erfolge in der Asia Tour
| Datum         | Rennen                                       | Kat. | Fahrer         |
| ------------- | -------------------------------------------- | ---- | -------------- |
| 15. Juni      | 8. Etappe Tour de Korea                      | 2.1  | Park Sung-baek |
| 27. Juni      | Südkoreanische Meisterschaft – Straßenrennen | CN   | Seo Joon-yong  |
| 15. September | 3. Etappe Tour de Hokkaidō                   | 2.2  | Seo Joon-yong  |

## Abgänge – Zugänge
| Zugänge        | Team 2013           | Abgänge          | Team 2014 |
| -------------- | ------------------- | ---------------- | --------- |
| Youm Jung-hwan | Geumsan Insam Cello | Jung Ji-min      | Unbekannt |
| Kim Do-hyeong  | Matrix Powertag     | Pyun Kwang-deuk  | Unbekannt |
| Lee Ki-joo     | KSPO (2012)         | Shin Choong-hyuk | Unbekannt |
| Kim Hyeon-seok | Neoprofi            |                  |           |

## Mannschaft
| Name               | Geburtstag        | Nationalität |
| ------------------ | ----------------- | ------------ |
| Choi Seung-woo     | 19. Dezember 1989 | Südkorea     |
| Kim Do-hyeong      | 15. Oktober 1986  | Südkorea     |
| Kim Hyeon-seok     | 18. August 1995   | Südkorea     |
| Kwon Soon-young    | 11. Juni 1993     | Südkorea     |
| Lee Ki-joo         | 9. Juni 1992      | Südkorea     |
| Park Sung-baek     | 27. Februar 1985  | Südkorea     |
| Seo Joon-yong      | 14. März 1988     | Südkorea     |
| Sung Yeon-je       | 1. Oktober 1986   | Südkorea     |
| Youm Jung-hwan (†) | 1. Dezember 1985  | Südkorea     |